# قصر أتامان إفريموف
قصر أتامان إفريموف هو معلم معماري يرجع تاريخه إلي القرن الثامن عشر. يقع هذا القصر في قريت ستاروتشيركاسكايا في روستوف أوبلاست. تم بناء القصر عام 1761 في أرض إفريم وكان المكان خاص بهذه العائلة.

## وصف
واجهة قصر أتامان إفريموف بنئ في نمط الكلاسيكية. و هندسته المعمارية مشابهة للقصور المتواجدة في موسكو أو سانت بطرسبرغ. قوصرة ا لقصر على شكل مثلث ومرتكزة علي أربع نصف أعمدة ناعمة. النافذة في الطابق السفلي صغيرة الحجم ومسطحة. أما النافذة التي يقع في الطابق الثاني فهي كبيرة ومحاطة بإطار رفيع.

## تاريخ
العائلة القوزاقية أتامان إفريموف كانت من العائلات الأكثر غناء ولديها صلطة في المطقة. تاروخ العائلة يعود إلي ابن تاجر موسكو إفريموف بيتروف، الذي هاجر إلي شيركاسك في عام 1670 لكي يكون تاجرا وبعدها صار سيد المكان. في عام 1756 إلي 1761 العائلة توجت كنيسة علي حدود أرضهم التي تشبه كنيس في كييف. في أيامنا الحالية علي أرض هذه العائلة كل المباني صارت متاحف وحتي الأماكن المقدسة كالكنائس الموجودة بالمنطقة.